# Antonio Tamburini
Antonio Tamburini (Faenza, 28 marzo 1800 – Nizza, 8 novembre 1876) è stato un basso-baritono italiano.
Studiò dapprima corno con il padre, maestro di banda, e poi canto con Aldobrando Rossi e Bonifazio Asioli. Debuttò come cantante all'età di 18 anni in La contessa di colle erbose di Pietro Generali.
Attivo soprattutto a Parigi e a Londra, fu un basso cantante (oggi le sue parti sono eseguite da baritoni) tra i più apprezzati del suo tempo. Era dotato di un fraseggio nobile e di una voce morbida, duttile e di notevole agilità. Fu rinomato anche per l'avvenenza e la presenza scenica, che gli consentì di avere successo anche nel repertorio buffo.
Il 16 gennaio 1828, due mesi e mezzo dopo la prima scaligera del Pirata (27 ottobre 1827), nella quale Tamburini aveva interpretato il ruolo di Ernesto, il cronista del giornale "I Teatri" scrisse:
Fu primo interprete di ben 11 opere di Gaetano Donizetti, e collaborò spesso anche con Vincenzo Bellini: dopo Il pirata e La straniera, fece parte del cosiddetto "quartetto de I puritani" - insieme al tenore Giovanni Battista Rubini, al soprano Giulia Grisi e al basso Luigi Lablache - che si riunì nuovamente, con Giovanni Mario al posto di Rubini, in occasione della prima del Don Pasquale di Donizetti.
Sposò il contralto Marietta Gioja Tamburini, che cantò spesso al suo fianco.
All’arte di Antonio Tamburini è dedicato il Cd-Album “Il Bravo (Belcanto Arias for Tamburini)”: baritono Vittorio Prato,
direttore José Miguel Pérez Sierra,
Orchestra Virtuosi Brunensis, Camerata Bach Choir.

## Ruoli scritti per Antonio Tamburini
- Atlante in Violenza e costanza di Mercadante (19 gennaio 1820, Napoli)
- Il generale Bammier in Adele ed Emerico di Mercadante (21 settembre 1822, Milano)
- Picaro in Chiara e Serafina di Donizetti (26 ottobre 1822, Milano)
- Don Giulio ne L'ajo nell'imbarazzo di Donizetti (4 febbraio 1824, Roma)
- Alahor in Alahor in Granata di Donizetti (7 gennaio 1826, Palermo)
- Ernesto ne Il pirata di Bellini (27 ottobre 1827, Milano)
- Volmar in Alina, regina di Golconda di Donizetti (12 maggio 1828, Genova)
- Rustano in Gianni di Calais di Donizetti (2 agosto 1828, Napoli)
- Valdeburgo ne La straniera di Bellini (14 febbraio 1829, Milano)
- Riccardo Cuor di Leone ne Il talismano di Pacini (10 giugno 1829, Milano)
- Bonifacio in Imelda de' Lambertazzi di Donizetti (23 agosto 1830, Napoli)
- Guido in Edoardo in Iscozia di Coccia (8 maggio 1831, Napoli)
- Il Re di Francia in Francesca di Foix di Donizetti (30 maggio 1831, Napoli)
- Filidoro ne La romanziera e l'uomo nero di Donizetti (18 giugno 1831, Napoli)
- Orosmane in Zaira di Mercadante (31 agosto 1831, Napoli)
- Costantino in Fausta di Donizetti (12 gennaio 1832, Napoli)
- Sir Riccardo Forth ne I puritani di Bellini (24 gennaio 1835, Parigi)
- Israele Bertucci in Marin Faliero di Donizetti (12 marzo 1835, Parigi)
- Corrado ne I briganti di Mercadante (22 marzo 1836, Parigi)
- Il dottor Malatesta in Don Pasquale di Donizetti (3 gennaio 1843, Parigi)

## Repertorio (parziale)
| Ruolo                  | Titolo                      | Autore     |
| ---------------------- | --------------------------- | ---------- |
| Filippo                | Bianca e Fernando           | Bellini    |
| Ernesto                | Il pirata                   | Bellini    |
| Valdeburgo             | La straniera                | Bellini    |
| Conte Rodolfo          | La sonnambula               | Bellini    |
| Sir Riccardo Forth     | I puritani                  | Bellini    |
| Conte Robinson         | Il matrimonio segreto       | Cimarosa   |
| Guido                  | Edoardo in Iscozia          | Coccia     |
| Picaro                 | Chiara e Serafina           | Donizetti  |
| Don Giulio             | L'ajo nell'imbarazzo        | Donizetti  |
| Alahor                 | Alahor in Granata           | Donizetti  |
| Volmar                 | Alina, regina di Golconda   | Donizetti  |
| Rustano                | Gianni di Calais            | Donizetti  |
| Bonifacio              | Imelda de' Lambertazzi      | Donizetti  |
| Enrico VIII            | Anna Bolena                 | Donizetti  |
| Il Re di Francia       | Francesca di Foix           | Donizetti  |
| Filidoro               | La romanziera e l'uomo nero | Donizetti  |
| Costantino             | Fausta                      | Donizetti  |
| Belcore                | L'elisir d'amore            | Donizetti  |
| Duca Azzo              | Parisina d'Este             | Donizetti  |
| Alfonso II             | Lucrezia Borgia             | Donizetti  |
| Ismaele Bertucci       | Marin Faliero               | Donizetti  |
| Enrico Ashton          | Lucia di Lammermoor         | Donizetti  |
| Duca di Nottingham     | Roberto Devereux            | Donizetti  |
| Antonio                | Linda di Chamounix          | Donizetti  |
| Dottor Malatesta       | Don Pasquale                | Donizetti  |
| Don Bucefalo           | Le cantatrici villane       | Fioravanti |
| Atlante                | Violenza e costanza         | Mercadante |
| Generale Bammier       | Adele ed Emerico            | Mercadante |
| Conte Arnoldo          | Elisa e Claudio             | Mercadante |
| Orosmane               | Zaira                       | Mercadante |
| Corrado                | I briganti                  | Mercadante |
| Conte d'Almaviva       | Le nozze di Figaro          | Mozart     |
| Sallustio              | L'ultimo giorno di Pompei   | Pacini     |
| Riccardo Cuor di Leone | Il talismano                | Pacini     |
| Mustafà                | L'italiana in Algeri        | Rossini    |
| Giorgio                | Torvaldo e Dorliska         | Rossini    |
| Figaro                 | Il barbiere di Siviglia     | Rossini    |
| Dandini                | La Cenerentola              | Rossini    |
| Fernando               | La gazza ladra              | Rossini    |
| Faraone                | Mosè e Faraone              | Rossini    |
| Douglas                | La donna del lago           | Rossini    |
| Isidoro                | Matilde di Shabran          | Rossini    |
| Polidoro               | Zelmira                     | Rossini    |
| Assur                  | Semiramide                  | Rossini    |
| Maometto II            | L'assedio di Corinto        | Rossini    |
| Raimboldo              | Il conte Ory                | Rossini    |